# Альба-Фученс
Альба-Фученс — итальянский археологический памятник, основанный как колония в Древнем Риме. Был хорошо укреплённым и располагался достаточно высоко (примерно в 1000 м над уровнем моря), у подножия горы Велино, примерно в 7 км к северу от Авеццано.

## Этимология
Слово «alba» происходит от праиндоевропейского топонима «Албания», которое обозначает не только «холм» (altura), но и «белый» (bianco). Согласно Луке Гольстению, название происходит от «поля, разбросанного и заполненного вокруг белыми камнями». В настоящее время на основе исторических источников распространена другая версия о происхождении по
городу Альба-Лонга, древнего латинского центра.

## Архитектура
После Второй мировой войны в первый раз были проведены систематические раскопки, чтобы углубить свои знания по истории и культуре древнего города. В 1949 году они были проведены рабочей группой во главе с представителем Лёвенского университета Фернана де Вишера, а затем и Бельгийским центром археологических исследований в Италии под руководством Йозефа Мертенса.
Этот город, расположенный на высоте 949—990 м над уровнем моря, был ограничен стеной длиной около 2,9 км, которая сохранилась в значительной степени и по сей день.
Холм на западной окраине когда-то занимал храм тосканского ордена, в который была встроена церковь Святого Петра. Её сохранившееся здание содержит древние колонны и некоторые образцы мозаики в стиле косматеско

## Галерея
- Церковь Святого Петра
- Мозаика в стиле косматеско